# Костовцы
Костовцы (укр. Костівці) — село на Украине, находится в Брусиловском районе Житомирской области.
Код КОАТУУ — 1820986007. Население по переписи 2001 года составляет 104 человека. Почтовый индекс — 12613. Телефонный код — 4162. Занимает площадь 0,76 км².

## Адрес местного совета
12614, Житомирская область, Брусиловский р-н, с.Ставище, ул.Садовая, 1